# 海獅島
海獅島（英語：Sea Lion Island）是英國海外領土福克蘭群島的島嶼，位於大西洋南部海域，長7.8公里、寬2.3公里，面積9平方公里，最高點海拔高度46米，該島在2001年9月24日被列入拉姆薩濕地公約名冊，島上無人居住。

## 外部連結
- Sealionisland.com （页面存档备份，存于）
- Falkland Islands, including Sea Lion island section （页面存档备份，存于）

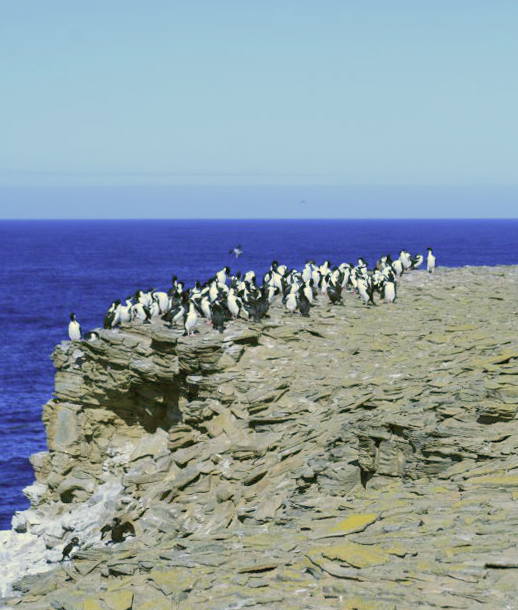

- Pictures from Sea Lion Island （页面存档备份，存于）
- Long term study of Sea Lion Island elephant seals （页面存档备份，存于）
- Wildlife images from Sealion Island

52°26′S 59°05′W / 52.433°S 59.083°W